# Organic Hallucinosis
Organic Hallucinosis četvrti je studijski album poljskog tehničkog death metal sastava Decapitated objavljen 7. veljače 2006. godine. Jedini je studijski album s pjevačem Adrianom Kowankom i posljednji s bubnjarom Witoldom Kiełtykom i basistom Marcinom Rygielom. Posljednji je album skupine koji objavila diskografska kuća Earache Records.

## Popis pjesama
Tekstovi: Adrian Kowanek, glazba: Decapitated, osim gdje je navedeno drugačije
1. "A Poem About an Old Prison Man" (tekst: Charles Manson) - 4:39
2. "Day 69" - 3:12
3. "Revelation of Existence (The Trip)" - 4:37
4. "Post(?)Organic" - 5:43
5. "Visual Delusion" - 5:53
6. "Flash-B(l)ack" - 3:39
7. "Invisible Control" - 4:46

## Zasluge
| Decapitated - Covan – pjevač - Vogg – gitara - Martin – bas-gitara - Vitek – bubnjevi |  | Ostalo osoblje - Spiros A. – omot albuma - Wojciech Wiesławski – produkcija - Slawomir Wiesławski – produkcija - Jacek Wiśniewski – fotografije |